# 한국여성재단
한국여성재단은 대한민국의 공익재단이다.

## 개요
1999년 12월 6일, 한국여성재단은 '우리 딸들의 밝은 새천년을 연다'는 기치로 각계각층의 리더들과 124개 비영리 여성단체들이 뜻을 모아 설립하였다. 대한민국 최초의 시민사회공익재단이다. 여성을 위한 민간공익재단이다.

## 구성원
2012년 한국여성재단 주요 구성원은 다음과 같다.
- 고문
  - 명예고문: 이희호: 김대중 평화센터 이사장
  - 김옥렬: 한국여학사협회 고문
  - 윤후정: 이화여자대학교 명예총장
  - 김현자: 전 한국여성정치연맹 총재
  - 이연숙: 전 국회의원
  - 박윤정: 에스모드서울 이사장
  - 이효재: 한국여성 사회교육원 이사
  - 박영숙: 전 한국여성재단 이사장
  - 정의숙: 전 이화학당 이사장

- 이사회
  - 이사장: 조형
  - 이사: 강지원: 변호사, 강지원 법률사무소 대표
  - 이사: 신창재: 교보생명보험(주) 회장
  - 이사: 권미혁: 한국여성단체연합 상임대표
  - 이사: 안희정: (주)한아인터내셔널 대표이사
  - 이사: 김선영: 한국여학사협회 고문
  - 이사: 이경순: 전 영상물등급위원회 위원장
  - 이사: 김정숙: 한국여성단체협의회 회장
  - 이사: 이길여: 가천 길재단 회장
  - 이사: 남윤인순: 전 한국여성단체연합 상임대표
  - 이사: 조흥식: 서울대학교 사회복지학과 교수

- 감사
  - 박승진: 법무법인 넥서스 변호사
  - 오민경: 한국여성공인회계사회 부회장

## 출판물
- 계간지 발행

## 같이 보기
- 한국여성단체연합
- 한국여성민우회
- 한국여성의전화
- 여성신문